# Amolops kangtingensis
Amolops kangtingensis és una espècie de granota que habita a la Xina i que està amenaçada d'extinció per la destrucció de l'hàbitat.